# Rechiarius
Rechiarius (po 415 – prosinec 456) byl v letech 448–456 králem Svébů usazených na území Galicijského království v severozápadním cípu Pyrenejského poloostrova, dnešní Galicie. Za jeho panování Svébové plenili široké oblasti Hispánie. Roku 449 se oženil z dcerou vizigótského krále Theodericha II. V roce 456 byl Rechiarius zabit v bojích s Vizigóty a Burgundy.
Podle gallaecijského biskupa Hydatia byl Rechiarius katolíkem již při svém vstupu na trůn. Tento údaj z něj činí prvního doloženého germánského katolického krále.